# Знаменський (Топкинський округ)
Зна́менський (рос. Знаменский) — селище у складі Топкинського округу Кемеровської області, Росія.
Стара назва — Знаменка.

## Населення
Населення — 200 осіб (2010; 239 у 2002).
Національний склад (станом на 2002 рік):
- росіяни — 91 %